# Schwenckia mandonii
Schwenckia mandonii är en potatisväxtart som beskrevs av Henry Hurd Rusby. Schwenckia mandonii ingår i släktet Schwenckia och familjen potatisväxter. Inga underarter finns listade i Catalogue of Life.